# Oldenlandia affinis
Oldenlandia affinis är en måreväxtart som först beskrevs av Johann Jakob Roemer och Schult., och fick sitt nu gällande namn av Dc.. Oldenlandia affinis ingår i släktet Oldenlandia och familjen måreväxter.

## Underarter
Arten delas in i följande underarter:
- O. a. affinis
- O. a. fugax